# Španí laz
Španí laz (643,1 m n. m.) je vrchol v Krupinské planině, nedaleko obce Střední Plachtince.

## Charakteristika
Vrch se nachází na jihu pohoří, na styku s Ipeľskou kotlinou, přibližně 6 km západně od Velkého Krtíša. Rozsáhlý pahorkatinný hřbet má protáhlý tvar a v severozápadní části navazuje na výškově podobné vrchy. Na hřebeni s rozsáhlou plošinou se nacházejí láznické usedlosti, využívající luční části vrchu. Ve střední, nejvyšší části Španieho lazu se nachází vysílač, který usnadňuje orientaci v krajině. Nachází se zde také meteorologický radar SHMÚ. 
Z jižních částí hřebene jsou výhledy na široké okolí Veľkého Krtíša a na Poiplí.

## Vysílač Španí laz
V nejvyšší části Španího lazu se nachází televizní (nyní nevysílá) a rozhlasový vysílač, který byl uveden do provozu v únoru 1979. Tvoří součást jižní retranslační magistrály a ze 61 m vysoké ocelové příhradové věže šíří signál televizních i rozhlasových stanic pro region západního Novohradu a východního Hontu.

### Šířený program
Poloha vysílače na výběžku Krupinské planiny a jeho efektivní výška vytváří s vysokým vyzářeným výkonem předpoklad na pokrytí primárního území. Členitý reliéf krajiny ztěžuje příjem signálu a právě vysílač na Španiem laze pokrývá mnoho takových lokalit, roztroušených na jihu středního Slovenska. Signál z vysílače má přesahy do sousedních regionů i blízkého Maďarska a navazuje na vysílače Sitno, Blatný vrch a Modrý vrch.

### Vysílače FM[2]
| frekvence | program                                               | regionální verze | ERP   | polarizace   |
| --------- | ----------------------------------------------------- | ---------------- | ----- | ------------ |
| 88,5      | rádio Regina                                          | střed            | 10 kW | horizontální |
| 90,9      | rádio Slovensko                                       |                  | 10 kW | horizontální |
| 98,3      | Rádio Patria (6:00 do 18:00) Rádio_FM (18:00 do 6:00) |                  | 10 kW | horizontální |
| 103,1     | rádio Devín                                           |                  | 10 kW | horizontální |
| 106,5     | rádio Expres                                          | Střed            | 1 kW  | horizontální |

## Přístup
- cestou z Plachtinských Lazů
- lesem ze Středních Plachtiniec